# 里斯本的祕密
《里斯本的祕密》（葡萄牙語：Mistérios de Lisboa）是一齣2010年的葡萄牙古裝劇情長片，由拉烏·盧伊茲導演，改編自卡米洛·卡斯特羅·布朗柯的1854年同名小說。此片被提名八次並獲得九項大獎。

## 角色
- 安德瑞亞諾·魯茲（英语：Adriano Luz） 飾 Father Dinis & Sabino Cabra & Sebastião de Melo
- 瑪莉亞·喬安·巴斯托絲（葡萄牙語：Maria João Bastos） 飾 Ângela de Lima
- 里卡多·佩雷拉（英语：Ricardo Pereira (actor)） 飾 Alberto de Magalhães & Come-Facas
- 柯洛蒂德·艾姆（英语：Clotilde Hesme） 飾 Elisa de Montfort
- 荷西·阿方索·狄亞士·皮曼特爾（葡萄牙語：José Afonso Dias Pimentel） 飾 Pedro da Silva
- João Luís Arrais 飾 Pedro da Silva (童年)
- João Villas-Boas 飾 Craido
- 阿爾巴諾·赫羅尼默（葡萄牙語：Albano Jerónimo） 飾 Count of Santa Bárbara
- 若澤·巴蒂斯達（葡萄牙語：João Baptista (ator)） 飾 D. Pedro da Silva
- Martin Loizillon 飾 Sebastião de Melo
- Julien Alluguette 飾 Benoît de Montfort
- Rui Morisson 飾 Marquis of Montezelos
- 喬安娜·德·維羅納（英语：Joana de Verona） 飾 Eugénia
- 卡洛鐸·柯塔（英语：Carloto Cotta） 飾 D. Álvaro de Albuquerque
- 瑪莉亞·喬安·篳榮（葡萄牙語：Maria João Pinho） 飾 Countess of Viso
- 荷西·曼紐·文尼斯（葡萄牙語：José Manuel Mendes） 飾 Friar Baltasar da Encarnação
- 蕾雅·瑟杜 飾 Blanche de Montfort
- 梅維爾·波柏（英语：Melvil Poupaud） 飾 Ernest Lacroze
- 馬力克·齊狄（英语：Malik Zidi） 飾 Armagnac
- 蕾娜·菲德瑞屈 飾 Moçoila

## 反響
電影在爛番茄上獲得84%的正面評價，得分7.6（10為滿分）。Metacritic上評分82（100為滿分），其上大多數影評都給予電影正面評價。

## 外部連結
- 官方网站 （英文）（葡萄牙文）（法文）
- Mysteries of Lisbon awarded Best Foreign Film by Toronto and London critics （页面存档备份，存于） （英文）
- 互联网电影数据库（IMDb）上《里斯本的祕密》的资料（英文）
- AllMovie上《里斯本的祕密》的资料（英文）
- 爛番茄上《里斯本的祕密》的資料（英文）